# Doug Partie
Robert Douglas Partie (Santa Bárbara, 21 de outubro de 1961) é um ex-jogador de voleibol dos Estados Unidos que competiu nos Jogos Olímpicos de 1988 e 1992.
Em 1988, ele fez parte do time americano que conquistou a medalha de ouro no torneio olímpico, no qual atuou em sete partidas. Quatro anos depois, ele ganhou a medalha de bronze com a equipe americana na competição olímpica de 1992, participando de oito jogos.